# Волков, Александр Абрамович
Александр Абрамович Волков (1788—1845) — русский поэт, переводчик.

## Биография
Сын вице-президента Медицинской коллегии, писателя Авраама Степановича Волкова. Офицер; выйдя в отставку, служил в Московском уголовном суде. Имея чин титулярного советника, безуспешно ходатайствовал (1830) о месте в Московском цензурном комитете.
Выпустил путеводитель «Альманах на 1826 для приезжающих в Москву и для самих жителей московской столицы» с обширным историческим экскурсом, описанием московских памятных мест. Возможно Волкову принадлежит ряд произведений 1830-х за подписью А. Волков и сочинение «Московский Симонов монастырь» (1838).
Произведения: «Страсть сердца моего» (М., 1804); «Дар музам» (М., 1811); «Освобождённая Москва» (поэма в 10 песнях, М., 1820 и 1825); «Четыре возраста жизни», Сегюра (с французского, М., 1822); «Правда о пожаре Москвы», графа Растопчина (с французского, М., 1823).
Член ОЛРС при Московском университете (c 1823).